# Akeal Hosein
Akeal Jerome Hosein (* 25. April 1993 in Port of Spain, Trinidad und Tobago) ist ein Cricketspieler aus Trinidad und Tobago, der seit 2021 für das West Indies Cricket Team spielt.

## Kindheit und Ausbildung
Hosein war Teil der U19-Nationalmannschaft und war Teil der west-indischen Vertretung bei der ICC U19-Cricket-Weltmeisterschaft 2012.

## Aktive Karriere
Sein Debüt in der Nationalmannschaft gab er im Januar 2021 in Bangladesch, als mehrere erfahrene Spieler auf die Tour verzichteten und er so zu seinem ODI-Debüt kam. Dabei erzielte er in seinem ersten Spiel 3 Wickets für 26 Runs. Daraufhin etablierte er sich im Team. Gegen Sri Lanka erzielte er im März 2021 insgesamt 3 Wickets für 33 Runs. Im Sommer 2021 gab er gegen Südafrika sein Nationalmannschafts-Debüt im Twenty20. Dem folgten bei der Tour gegen Australien 3 Wickets für 30 Runs im zweiten ODI. Beim ICC Men’s T20 World Cup 2021 war er Teil des west-indischen Teams, konnte jedoch in den drei Spielen, die er absolvierte, nicht herausragen. Im Januar 2022 erzielte er zunächst gegen Irland 3 Wickets für 59 Runs im ODI-Cricket und dann 4 Wickets für 30 Runs gegen England im Twenty20. Im Sommer erzielte er in den Niederlanden im zweiten ODI 4 Wickets für 39 Runs. Daraufhin konnte er beim zweiten ODI in Pakistan 3 Wickets für 52 Runs erzielen, bevor ihm im dritten Spiel der Serie mit 60 Runs sein erstes Half-Century gelang. Zum Abschluss der Saison gelang ihm dann noch einmal gegen Neuseeland 3 Wickets für 28 Runs.